# Adonis chrysocyatha
Adonis chrysocyatha är en ranunkelväxtart som beskrevs av Joseph Dalton Hooker och Thomson. Adonis chrysocyatha ingår i släktet adonisar, och familjen ranunkelväxter. Inga underarter finns listade i Catalogue of Life.